# APP-6A
L'APP-6A (sigla per Allied Procedural Publication 6A) è uno standard NATO per la simbologia delle mappature militari di una forza armata impiegata in una missione in contesto di pace o di guerra. Questa simbologia è stata creata per garantire l'interoperabilità tra le forze NATO tramite una gamma standard di simboli comuni. L'APP-6A costituisce un unico sistema di simbologia militare congiunta sia per le formazioni che le unità terrestri, che può essere utilizzato sia su apparecchi elettronici che sui dispositivi cartacei.

## Storia
La prima simbologia di base nella topografia militare iniziò ad essere usata dagli eserciti occidentali nei decenni successivi alla fine delle guerre napoleoniche. Durante la prima guerra mondiale ci fu una sorta di uniformazione tra i sistemi francese e britannico, inclusa l'adozione del colore rosso per le forze nemiche e del blu per gli alleati; precedentemente gli inglesi avevano usato il rosso per le truppe amiche, in quanto tradizionale colore delle giubbe dei soldati britannici. Comunque il sistema ora in uso è ampiamente basato su quello del genio militare statunitense (USACE) ideato nel 1917. Il simbolo della fanteria (rettangolo attraversato dalle due diagonali) rappresentava le bandoliere tipiche del soldato di fanteria, mentre quello di cavalleria (rettangolo attraversato da una diagonale) la sciabola.
Con la costituzione della NATO nel 1949, il sistema dello United States Army è stato standardizzato e adattato, con differenti forme per gli alleati (rettangoli blu), le forze ostili (rombi rossi) e quelle sconosciute (quadrifogli gialli). L'APP-6A è stato promulgato nel dicembre 1999. È incluso nello STANAG 2019 (quarta edizione), promulgato nel dicembre 2000. L'APP-6A ha rimpiazzato l'APP-6 (ultima versione, luglio 1986) promulgato nel novembre del 1984 e incluso nella terza edizione dello STANAG 2019, ed è stato sostituito a sua volta dall'APP-6B (quinta edizione STANAG 2019, giugno 2008) e dall'APP-6C ( sesta edizione STANAG 2019, maggio 2011).
Gli Stati Uniti sono gli attuali custodi dell'APP-6A, equivalente alle norme statunitensi MIL-STD-2525A.

## Gruppi di simboli
L'APP-6A prevede una simbologia operativa comune, volta ad assicurare la compatibilità e, per quanto possibile, l'interoperabilità dei sistemi C4I (Land Component Command, Control, Communications, Computer, and Intelligence), di sviluppo, operazioni, e addestramento. L'APP-6A riconosce cinque gruppi principali di simboli, ognuno dei quali ha il proprio Codice di Identificazione dei Simboli (SIDC, Symbol identification coding):
- Unità, equipaggiamenti, installazioni
- Operazioni militari (grafici tattici)
- Meteorologia e oceanografia (METOC, Meteorological and Oceanographic)
- Trasmissioni Intelligence
- Operazioni militari diverse dalla guerra ( MOOTW, Military Operations Other Than War)

Unità, equipaggiamenti, installazioni consistono di icone, normalmente in cornice, di solito su unico punto della mappa. Possono essere accompagnate da qualsiasi sorta di modificatori grafici e/o testuali, specificanti categorie, quantità, date, direzioni di movimento ecc.
Le Operazioni militari (grafici tattici) presentano informazioni operative, non rappresentabili dal solo sistema ad icone: confini di unità, designazioni aree speciali, necessari per la gestione delle zone di combattimento. Questa categoria presenta simboli come punti, linee, e aree.
Meteorologia e oceanografia dispongono di una simbologia non al di sotto del controllo dello standard: hanno infatti un sistema stabilito dall'Organizzazione meteorologica mondiale.
Trasmissioni Intelligence e MOOTW non fanno parte di Unità, equipaggiamenti, installazioni nonostante siano soggette alle stesse disposizioni (simboli in cornice associati a punti sulla mappa). Essendo stati introdotti dallo MIL-STD-2525B non appaiono propriamente nell'APP-6A.

## Struttura di base ad icone
Le icone sono rappresentate da una cornice rettangolare, all'interno della quale vengono inseriti gli altri elementi; possono essere presenti scritte o indicatori grafici per fornire informazioni addizionali.
La cornice fornisce l'indicazione grafica sull'affiliazione, le dimensioni, e le condizioni di un elemento operativo. L'uso delle forme e colori è ripetitivo, per permettere di utilizzare la simbologia anche in condizioni non ottimali, consentendo per esempio ad un operatore la visione tramite visore notturno. Inoltre tutte le icone sono altamente stilizzate, e possono essere disegnate da persone carenti in disegno; ciò permette di redigere una rappresentazione simbolica (GRAPHREP, Graphical report) usando strumenti rudimentali come carta e matita. Ci sono poi alcune icone che non presentano la cornice (soprattutto materiali ed equipaggiamenti), e sono dello stesso colore che avrebbe la cornice stessa.
Al centro delle icone vi sono i simboli, anch'essi colorati dello stesso colore del contorno.
Le icone vere e proprie, infine, sono una combinazione di segni elementari, come un sistema di scrittura ideografico (es. cinese). Lo standard cerca ancora di fornire una lista esaustiva di possibili icone invece di creare un dizionario di segni base; questo genera problemi operativi quando sorge la necessità di creare una nuova icona (specialmente nelle Operazioni militari diverse dalla guerra, problema esacerbato dal mantenimento amministrativo centralizzato degli insiemi della simbologia.

## Icone unità
L'icona fornisce una rappresentazione grafica/ alfanumerica dell'elemento operativo, descrivendo il ruolo o la missione affidati all'unità. L'APP-6A distingue fra icone da rappresentare necessariamente con o senza cornice, e icone dove la cornice è facoltativa.
| Simbolo | Tipi di Unità                                                                                                |
| ------- | --- |
|         | Contraerea (richiamo ad una cupola protettiva)                                                               |
|         | Munizionamento (proiettile stilizzato)                                                                       |
|         | controcarro                                                                                                  |
|         | Unità corazzate/carristi (cingoli stilizzati)                                                                |
|         | Artiglieria (palla di cannone)                                                                               |
|         | Aviazione ad ala rotante (pale di elicottero)                                                                |
|         | aviazione ad ala fissa (elica)                                                                               |
|         | Ponte (simbolo topografico per ponte)                                                                        |
|         | Supporto al combattimento                                                                                    |
|         | Unità Pluriarma                                                                                              |
|         | Genio militare (struttura stilizzata)                                                                        |
|         | Guerra elettronica                                                                                           |
|         | Artificieri                                                                                                  |
|         | Gestione del supporto militare (imbuto stilizzato)                                                           |
|         | Ospedale da campo (simbolo del medico da combattimento con una H sovrimpressa)                               |
|         | Quartier generale                                                                                            |
|         | Fanteria (evocativo delle bandoliere dei soldati al tempo delle Guerre napoleoniche)                         |
|         | Manutenzione                                                                                                 |
|         | Medico da combattimento                                                                                      |
|         | Meteorologia                                                                                                 |
|         | Missili |
|         | Mortaio (Proiettile con freccia in alto richiamante la traiettoria ad arco dell'arma)                        |
|         | Polizia militare (o "SP" per Shore Patrol)                                                                   |
|         | Marina militare (àncora)                                                                                     |
|         | Difesa CBRN (chemical, biological, radiological, and nuclear)                                                |
|         | Supporto e munizionamento (esclude le unità manutenzione dello US Army Ordnance Corps (United States Army) ) |
|         | Radar (saetta con disco parabolico)                                                                          |
|         | Guerra psicologica (altoparlante, richiamo alla propaganda)                                                  |
|         | Ricognizione (o cavalleria; ispirata alla sciabola)                                                          |
|         | Trasmissioni (saetta, richiamo alle onde radio)                                                              |
|         | Forze speciali                                                                                               |
|         | Forze per Operazioni Speciali - TIER 2 (cfr. Forze speciali)                                                 |
|         | Logistica militare                                                                                           |
|         | Topografia ( sestante stilizzato)                                                                            |
|         | Trasporti (ruota semplificata)                                                                               |
|         | Aeromobile a pilotaggio remoto                                                                               |

## Modificatori
Tutti i simboli menzionati possono essere usati anche in combinazioni. Ci sono inoltre simboli che non possono essere utilizzati da soli, servendo questi esclusivamente a modificare altre icone:
| Modificatore | Significato                                               |
| ------------ | --------------------------------------------------------- |
|              | Aviotrasportati (include Aviotrasportati e Paracadutisti) |
|              | Paracadutisti                                             |
|              | Unità aeromobile                                          |
|              | Unità aeromobile (ma non in grado di essere paracadutata) |
|              | Assalto anfibio                                           |
|              | Unità motorizzata                                         |
|              | Unità da montagna                                         |
|              | Razzi                                                     |
|              | Unità su ruote                                            |

## Combinazioni comuni
Ecco alcune combinazioni molto usate:
| Simbolo | Significato |
| ------- | --- |
|         | Fanteria da montagna. Esempi: Italia: Alpini, Germania: Gebirgsjäger, Francia: Chasseurs Alpins, Polonia: Podhale Rifles, USA: 86th Infantry Brigade Combat Team |
|         | Paracadutisti. Esempi: Brigata paracadutisti "Folgore", 82nd Airborne Division (USA)                                                                             |
|         | Fanteria Aeromobile. Esempi: 101st Airborne Division (Air Assault), Jägerregiment 1                                                                              |
|         | Fanteria meccanizzata |
|         | Fanteria meccanizzata dotata di veicoli corazzati da combattimento, ad esempio M2/M3 Bradley, BMP-3, Dardo IFV                                                   |
|         | Fanteria anfibia meccanizzata. Esempio: Lagunari |
|         | Fanteria meccanizzata su ruote. Esempi: Stryker, Patria AMV, Mowag Piranha, BTR-80, (torrette con mitragliatrice)                                                |
|         | Fanteria meccanizzata con veicoli corazzati da combattimento. Esempi: BTR-90, Freccia, VBTP-MR Guarani, (torrette con cannone automatico)                        |
|         | Cacciacarri. Esempi: Centauro, AMX 10 RC |
|         | Ricognizione pesante su ruote. Esempi: Fennek, VBL, BRDM-2, ASLAV                                                                                                |
|         | Genio pesante (M60A1 AVLB, Bergepanzer BPz3) |
|         | Artiglieria Contraerei semovente (FlaKPz Gepard, SA-19 "Grison", Type 95 SPAAA)                                                                                  |
|         | Artiglieria pesante semovente (M109, PzH 2000, 2S19 Msta, AS90)                                                                                                  |
|         | Artiglieria da montagna (OTO Melara 105 mm M56) |
|         | Sistema Lanciarazzi Multiplo (M270 MLRS) |
|         | Sistema Lanciarazzi Multiplo su ruote (HIMARS, Pinaka, BM-27 Uragan, Astros II MLRS)                                                                             |
|         | Difesa Aerea Missilistica (MIM-104 Patriot, Roland) |
|         | Elicottero d'attacco (Agusta A129 Mangusta, AH-64 Apache, AH-1 Cobra, Eurocopter Tiger, Mil Mi-28, Kamov Ka-50)                                                  |
|         | Elicottero da trasporto medio (NH90, CH-46 Sea Knight, Sikorsky UH-60 Black Hawk, Mi-17 Hip)                                                                     |
|         | Rifornimento aereo (KC-135 Stratotanker, Il-78 Midas) |
|         | Unità di trasporto aeromobile di supporto |

## Dimensione Unità
Sopra il simbolo dell'unità, può essere rappresentato un simbolo che indichi la dimensione dell'unità:
| Simbolo | Nome                                                                                                 | Numero di truppe usuale | Unità subordinate                               | Grado del Comandante                    |
| ------- | --- | ----------------------- | ----------------------------------------------- | --------------------------------------- |
| XXXXXX  | Regione o Teatro (raramente in uso in tempi di pace)                                                 | 250,000–1,000,000+      | Più Gruppi d'Armate                             | General of the Army (assente in Italia) |
| XXXXX   | Gruppo d'Armate (raramente in uso in tempo di pace)                                                  | 120,000–500,000         | Più Armate                                      | Generale                                |
| XXXX    | Armata                                                                                               | 100,000                 | Vari Corpi d'Armata, tipicamente 5-10 divisioni | Generale                                |
| XXX     | Corpo d'Armata                                                                                       | 30,000–60,000           | Varie divisioni                                 | Generale di Corpo d'Armata              |
| XX      | Divisione                                                                                            | 10,000–20,000           | Varie brigate/reggimenti                        | Generale di Divisione                   |
| X       | Brigata                                                                                              | 2,000–5,000             | Vari reggimenti                                 | Generale di Brigata                     |
| III     | Reggimento                                                                                           | 500–2,000               | Vari battaglioni, tipicamente 3-7               | Colonnello                              |
| II      | Battaglione                                                                                          | 300–1,000               | Varie compagnie o batterie, tipicamente 2-6     | Maggiore / Tenente Colonnello           |
| I       | Compagnia o Batteria (per l'artiglieria)                                                             | 60–250                  | Vari plotoni                                    | Capitano / Tenente                      |
| •••     | Plotone                                                                                              | 25–40                   | Varie squadre o sezioni                         | Tenente / Sergente                      |
| ••      | Squadra (unità di fanteria) o Sezione (raggruppamento di Squadre di fanteria o unità di artiglieria) | 7–13                    | 2–3 Gruppi di fuoco                             | Sergente / Caporal Maggiore             |
| •       | Pattuglia (squadra leggera sprovvista di mitragliatrice di squadra)                                  | 5–10                    | 1–2 Gruppi di fuoco                             | Caporal Maggiore                        |
| Ø       | Gruppo di Fuoco                                                                                      | 3–5                     | Talvolta 2 "buddy team"                         | Caporale                                |
| ø       | Fire and maneuver team o "buddy team"                                                                | 2                       | Nessuna ulteriore suddivisione                  | n/a                                     |